# Bielefeld Hauptbahnhof
Bielefeld Hauptbahnhof is een spoorwegstation in de Duitse stad Bielefeld. Het station behoort tot de Duitse stationscategorie 2. 
Het station, dat zich iets ten noorden van de oude binnenstad bevindt, werd in 1847 geopend. 
Het is onder andere een schakel in de spoorverbindingen tussen Keulen en Berlijn. (Zie ook: Spoorlijn Hannover - Hamm.) Maar van hier rijden nog veel verschillende andere treinen met vele bestemmingen. Jaarlijks wijzigen deze verbindingen, vaak in belangrijke mate.
Aansluitingen van langeafstandsbussen bevinden zich overigens niet hier, maar bij het 3 km verwijderde station van Bielefeld - Brackwede aan de zuidkant van de Bielefelder Pass in het Teutoburgerwoud.